# Travancoria
Travancoria is een geslacht van straalvinnige vissen uit de familie van de steenkruipers (Balitoridae).

## Soorten
- Travancoria elongata Pethiyagoda & Kottelat, 1994
- Travancoria jonesi Hora, 1941